# Carpații Maramureșului și Bucovinei
Pentru alte sensuri ale numelui, a se vedea Carpați (dezambiguizare) 
Carpații Maramureșului și Bucovinei fac parte din Grupa Nordică a Carpaților Orientali. Sunt munți tineri de încrețire formați în orogeneza alpină.

## Așezare geografică
Localizare: Sunt localizați în nordul Carpaților Orientali și sunt formați din:
- Munții Bârgău
- Munții Gutâi
- Munții Igniș
- Munții Lăpușului
- Munții Maramureșului
- Munții Oaș
- Obcina Feredeu
- Obcina Mare
- Obcina Mestecăniș
- Munții Rodnei
- Munții Suhard
- Munții Țibău
- Munții Țibleș

Limite: 
- N - granița cu Ucraina
- S - Depresiunea Dornelor (râul Bistrița Aurie) și depresiunea Câmpulung Moldovenesc (râul Moldova) peste pasul Mestecăniș (1096 m)
- E - Podișul Sucevei
- V - Dealurile de Vest, Câmpia de Vest și Depresiunea Colinară a Transilvaniei,

## Geneză și geologie
O parte sunt munți tineri de încrețire formați în orogeneza alpină, iar spre vest, începând cu Munții Țibleș sunt de origine vulcanică.
Sunt alcătuiți din 3 șiruri paralele de roci: 
- roci vulcanice (andezite și bazaltice) în Vest și Sud-Vest: munții Oaș, munții Gutâi și munții Țibleș,
- roci metamorfice (șisturi cristaline) în Centru: munții Rodnei, munții Suhard, munții Maramureșului și Obcina Mestecăniș,
- roci sedimentare cutate (fliș) în Est: Obcina Mare, Obcina Feredeu, munții Bârgăului.

## Relief
Aspecte specifice:
- culmi paralele pe direcția NV - SE, curbate în partea de sud
- prezența Obcinelor
- altitudini de peste 2000 metri în Munții Rodnei și Munții Maramureșului.
- foarte fragmentați de depresiuni, văi și trecători
- depresiunile intramontane sunt localizate la înălțimi de peste 500 m
- au o depresiune intramontană mare: Depresiunea Maramureșului, închisă spre S și SV de munții vulcanici
- relief glaciar în Munții Rodnei
- relief carstic pe ramura sudică a Munților Rodnei și Suhard
- cel mai înalt pas din Carpații Orientali: Pasul Prislop (1416 m)

Diviziuni:
- Munți vulcanici: Munții Oaș, Munții Igniș, Munții Gutâi și Munții Țibleș.
- Munți cristalini: Munții Maramureșului, Munții Rodnei, Munții Suhard, Obcina Mestecăniș.
- Fliș: Obcina Feredeu, Obcina Mare, Munții joși ai Bârgăului.
- Depresiuni: Depresiunea Oaș, Depresiunea Maramureș, Depresiunea Dornelor, Culoarul Câmpulung - Gura Humorului.
- Pasuri: Pasul Prislop , Pasul Neteda,  Pasul Gutâi, Pasul Huta, Pasul Șetref, Pasul Rotunda, Pasul Tihuța, Pasul Ciumârna.

## Climă
- influențe climatice oceanice în vest și influențe climatice scandinavo-baltice în rest.
- vânturi: crivățul și vânturile de vest.
- precipitații: 800 – 1200 mm/an.
- temperatura medie anuală: 6 - 0 grade.
- nuanțe climatice: etaj de climă alpin la peste 1200 m altitudine.

## Hidrografie
Râuri care izvorăsc sau străbat Carpații Maramureșului și Bucovinei: 
- Bistrița Aurie,
- Someșul Mare
- Crisului
- Bistrița Ardeleană
- Moldova
- Moldovița
- Dorna
- Săsar
- Iza
- Mara
- Cosău
- Tisa
- Vișeu

## Obiective turistice
- Bisericile de lemn din Maramureș
- Bisericile pictate din nordul Moldovei
- Maramureș
- Valea Izei